# Скачущие издалека (фильм)
«Скачущие издалека» (англ. The Long Riders) — вестерн 1980 года.

## Сюжет
В основе сюжета фильма лежит история банды Джеймсов-Янгеров, легендарных американских грабителей банков и поездов второй половины XIX века. 
Уроженцы штата Миссури, в годы Гражданской войны в США они сражались на стороне южан, а после поражения последних оказались не у дел. Ловкость и невероятное везение, помогавшее им долгое время уходить от преследователей из агентства Пинкертонов, а также нанесённые властями обиды, со временем сформировали вокруг них на американском Юге некий «ореол мученичества», безосновательно позволявший сравнивать их предводителя Джесси Джеймса с легендарным Робин Гудом. 
Отчасти придерживаясь подобной народной мифологии, создатели картины стремятся изобразить безо всяких прикрас кровавый путь неуловимой шайки, постепенно подводя его к неизбежному трагическому финалу.

## В ролях
Героев-братьев в фильме сыграли четыре пары настоящих братьев:
- Кэррадайны
  - Дэвид Кэррадайн — Кол Янгер
  - Кит Кэррадайн — Джим Янгер
  - Роберт Кэррадайн — Боб Янгер
- Кичи
  - Джеймс Кич — Джесси Джеймс
  - Стейси Кич — Фрэнк Джеймс
- Куэйды
  - Деннис Куэйд — Эд Миллер
  - Рэнди Куэйд — Клел Миллер
- Гесты
  - Кристофер Гест — Чарли Форд
  - Николас Гест — Боб Форд

Первоначально планировалось, что братьев Форд сыграют братья-актеры Джефф Бриджес и Бо Бриджес.

## Номинации
В 1980 году фильм был номинирован на «Золотую пальмовую ветвь» Каннского кинофестиваля.